# 折唇羊耳蒜
折唇羊耳蒜（学名：Liparis bistriata），为兰科羊耳蒜属下的一个植物种。